# George Carter (rugbysta)
George Carter (ur. 9 kwietnia 1854 w Auckland, zm. 1 kwietnia 1922 tamże) – nowozelandzki rugbysta.

## Kariera sportowa
Zagrał w 7 meczach reprezentacji (wszystkie w 1884 roku), w tym w pierwszym tournée do Australii, jednakże w żadnym testmeczu. Zawodnik ten wystąpił w debiucie reprezentacji Nowej Zelandii. Z racji trzeciego w porządku alfabetycznym nazwiska jest trzecim zawodnikiem na liście reprezentantów Nowej Zelandii.
Carter przez całą karierę występował w zespole Auckland. Wystąpił między innymi w pierwszym meczu w Auckland, w którym zdobył przyłożenie. Według ówczesnych zasad przyłożenia nie były jeszcze punktowane, a umożliwiały jedynie oddanie strzału na bramkę. Zawodnik ten zazwyczaj występował w linii ataku. Pod koniec kariery zaczął występować jako obrońca lub skrzydłowy.